# Trachypus nietneri
Trachypus nietneri là một loài rêu trong họ Trachypodaceae. Loài này được (Müll. Hal.) Paris mô tả khoa học đầu tiên năm 1898.